# Elytraria marginata
Espèce
Synonymes
- Elytraria acaulis var. lyrata (Vahl) Bremek.[1]
- Elytraria crenata var. lyrata (Vahl) Nees[1]
- Elytraria lyrata Vahl[1]
- Tubiflora paucisquamosa De Wild. & T.Durand[1]

Elytraria marginata Vahl est une espèce de plantes à fleurs de la famille des Acanthaceae et du genre Elytraria, présente dans de nombreux pays d'Afrique.